# ارد (ایزد)
اَرت یا اَرد یا اَشی در اوستا اشی ونگوهی از جمله ایزدان دین زرتشتی است. در اوستا گاهی اسم مجرد و به معنی توانگری و بخشایش و برکت و نعمت و مزد و پاداش و بهره است و گاهی اسم خاص ایزدی است که نگهبانی ثروت و دارائی به عهدهٔ اوست. ارت مثل سفندارمذ و ناهید و چیستا (فرشتهٔ علم) مؤنث تصور شده است. ایزدی است که در جهان مادی ثروت و نعمت و جلال و خوشی دینداران از پرتو اوست. در جهان معنوی و در روز واپسین پاداش اعمال نیک و سزای کردار زشت به دستیاری او بخشیده خواهد شد. در گات‌ها از او اسم برده شده است. گذشته از امشاسپندان (وهومن، اردیبهشت، شهریور، سپندارمذ، خرداد، امرداد) و آذر و سروش و ارت دیگر به اسامی هیچ‌یک از فرشتگان و ایزدان مزدیسنا در گات‌ها برنمی‌خوریم، در قسمت‌های دیگر اوستا نیز ارت گاهی اسم مجرد و گاهی اسم فرشته است.
بیست و پنجمین روز ماه موسوم است به ارت یعنی پاسبانی این روز به عهده فرشته توانگری است در یسنا ارت در ردیف فرشتگان سی روزه یاد شده است. پارندی که در پهلوی پازند گویند از یاران و همراهان ایزد ارت شمرده شده و وظیفه آنان نزدیک بهمدیگر است، پارند نیز مانند ارت مؤنث است و گاهی اسم مجرد است به معنی فیض و فراوانی و نعمت.
یشت هفدهم اوستا به اشی نیاز شده است. او خدای‌بانوی باروری است که جوانان آماده زناشویی را یاری می‌کند. جانوران نیز در هنگام جفت‌یابی در پناه او هستند. او به زنان زیبایی می‌بخشد، بخت و توانگری می‌دهد و در خانه برکت پدیدمی‌آورد. اشی در این یشت چنین توصیف شده: «اشی خوب، زیبا، شکوهمند، به پیکر یک دوشیزه زیبا، بالا بلند، راست روییده، از تخمه آسمانی، از زایش والا.»